# Claytonia virginica
Claytonia virginica L., 1753 è una pianta appartenente alla famiglia delle Montiacee.